# Луций Волькаций Тулл (консул 33 года до н. э.)
Лу́ций Волька́ций Тулл (лат. Lucius Volcatius Tullus; умер после 33 года до н. э.) — римский военачальник и политический деятель из плебейского рода Волькациев, консул 33 года до н. э. Некоторое время управлял провинцией Сирия.

## Происхождение
Луций Волькаций принадлежал к незнатному плебейскому роду, представители которого упоминаются в источниках, начиная примерно с 100 года до н. э. Номен Волькаций (Volcacius) иногда пишется как Volcatius. Первым консулом из этого рода стал (в 66 году до н. э.) отец Луция, носивший то же имя.
Существует гипотеза, что Гай Волькаций Тулл (умер вскоре после 48 года до н. э.), легат в армии Гая Юлия Цезаря во время Галльской войны, был братом Луция-младшего; согласно альтернативному мнению, это был его двоюродный брат.

## Биография
Рождение Луция Волькация исследователи датируют приблизительно 76 годом до н. э., исходя из хронологии его карьеры. О юности Тулла ничего не известно. Первые сведения в сохранившихся источниках относятся к 46 году до н. э., когда он занимал должность претора (предположительно городского — praetor urbanus). Творя в этом качестве суд в Риме, Луций Волькаций перенёс в Галлию дело всадника Луция Тиция Страбона, которому задолжал определённую сумму некто Публий Корнелий. Страбон был другом Марка Туллия Цицерона, благодаря чему этот эпизод и был зафиксирован в источниках.
По истечении полномочий Тулл стал наместником Сирии (по альтернативной версии — соседней Киликии). В это время в Сирии шла война между мятежником Квинтом Цецилием Бассом и цезарианцем Гаем Антистием Ветом. Последний осадил врага в Апамее, но был вынужден отступить с большими потерями, когда на помощь Бассу пришли парфяне и арабы. В своей неудаче, по словам Цицерона, Вет обвинил Тулла, не приславшего ему подкреплений.
Следующее упоминание о Луции Волькации относится к 33 году до н. э., когда он стал консулом; при этом его коллегой был Октавиан. Известно, что последний в первый же день года (1 января) отказался от своих полномочий в пользу консула-суффекта Луция Автрония Пета. О продолжительности консулата Тулла ничего не известно; во всяком случае, вступивший в должность 1 мая 33 года до н. э. Гай Фонтей Капитон был коллегой Луция Флавия. После 33 года до н. э. Луций Волькаций уже не упоминается в источниках.
Неизвестно, были ли у Луция Волькация дети. Друг поэта Секста Проперция Тулл мог приходиться Луцию племянником.